# Zaviem
Zaviem of Zawiem (Hebreeuws: זבים, letterlijk vloeienden) is het negende traktaat (masechet) van de Orde Tohorot (Seder Tohorot) van de Misjna. Het traktaat telt vijf hoofdstukken.
Zaviem bevat regels voor onreinheid door lichaamsvochten, hetgeen in Leviticus hfst. 15 wordt behandeld.
Het traktaat komt in de Jeruzalemse noch in de Babylonische Talmoed voor.